# 保赤宫
陳氏宗祠，或称“陈姓宗庙”，是位于新加坡的一座华人庙宇。 它位于马吉南路，属于新加坡中央商业区的新加坡河规划区。此庙建于1876年至1878年间，作为同姓氏“陈”的华人族群的宗祠，基于中国人“同姓同宗”的观念而设立，认为同姓氏者有共同祖先，因此属于同一个宗族。庙中同时供奉开漳圣王，即中国漳州市的守护神与开城者。
此庙亦称为“陈生浩”或“保赤宫”（亦写作“保赤宫”、“保赤堂”等变体）， 名称意为“保护孩童之宫”，反映其早年曾为处理民事纠纷及协助华人新移民的机构。

## 历史

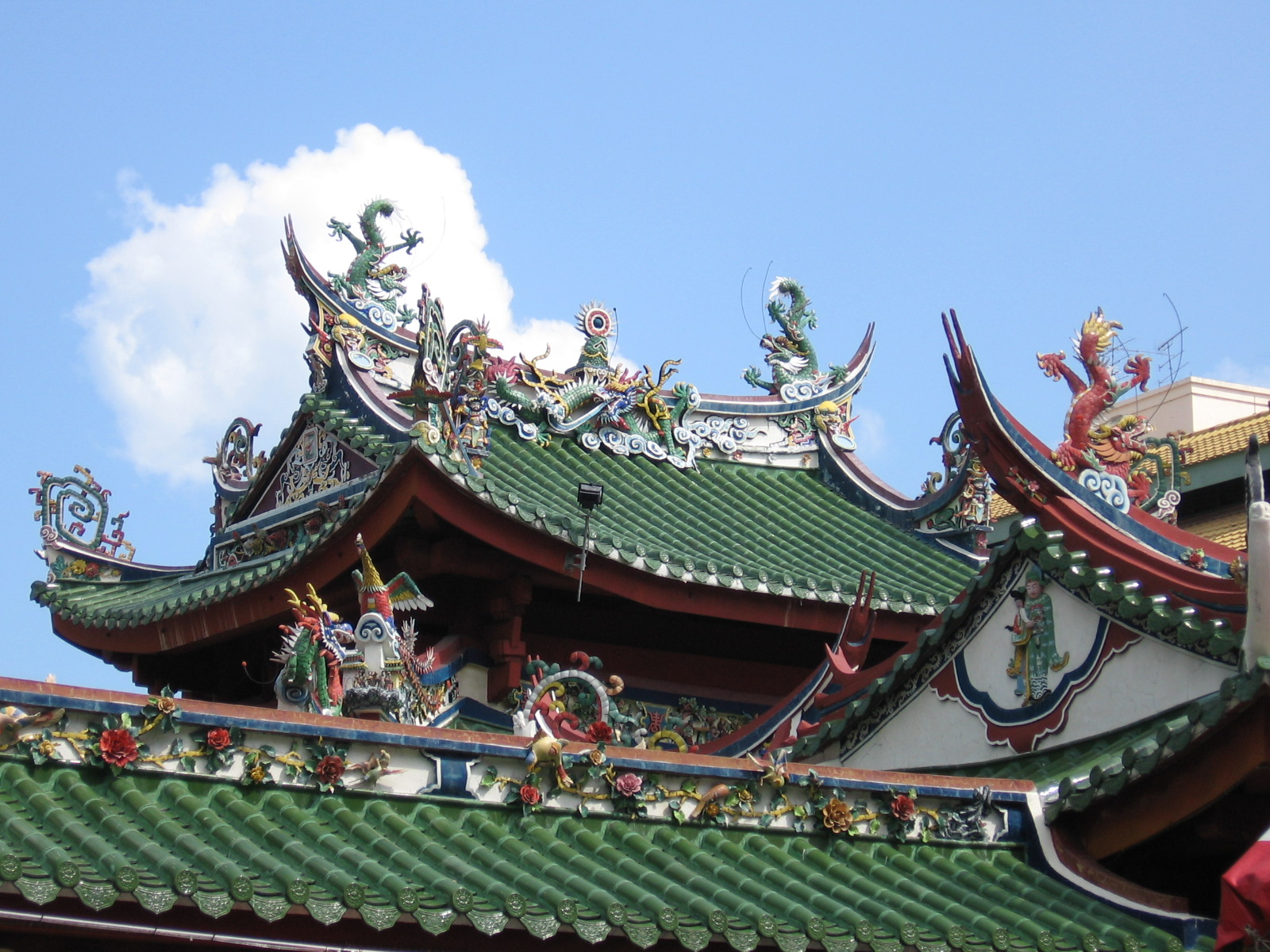
弯曲的屋脊饰有华丽的陶瓷凤凰、花卉与中国龙。

该庙首任会长为 Tan Kim Tian。一份日期为1880年7月28日的契约书中记载的庙宇受托人包括：Tan Cheng Kiat, Tan Chew Cha, Tan Siak Kiew, Tan Mah Arang, Tan Hai Tiew and Tan Sim Boh。

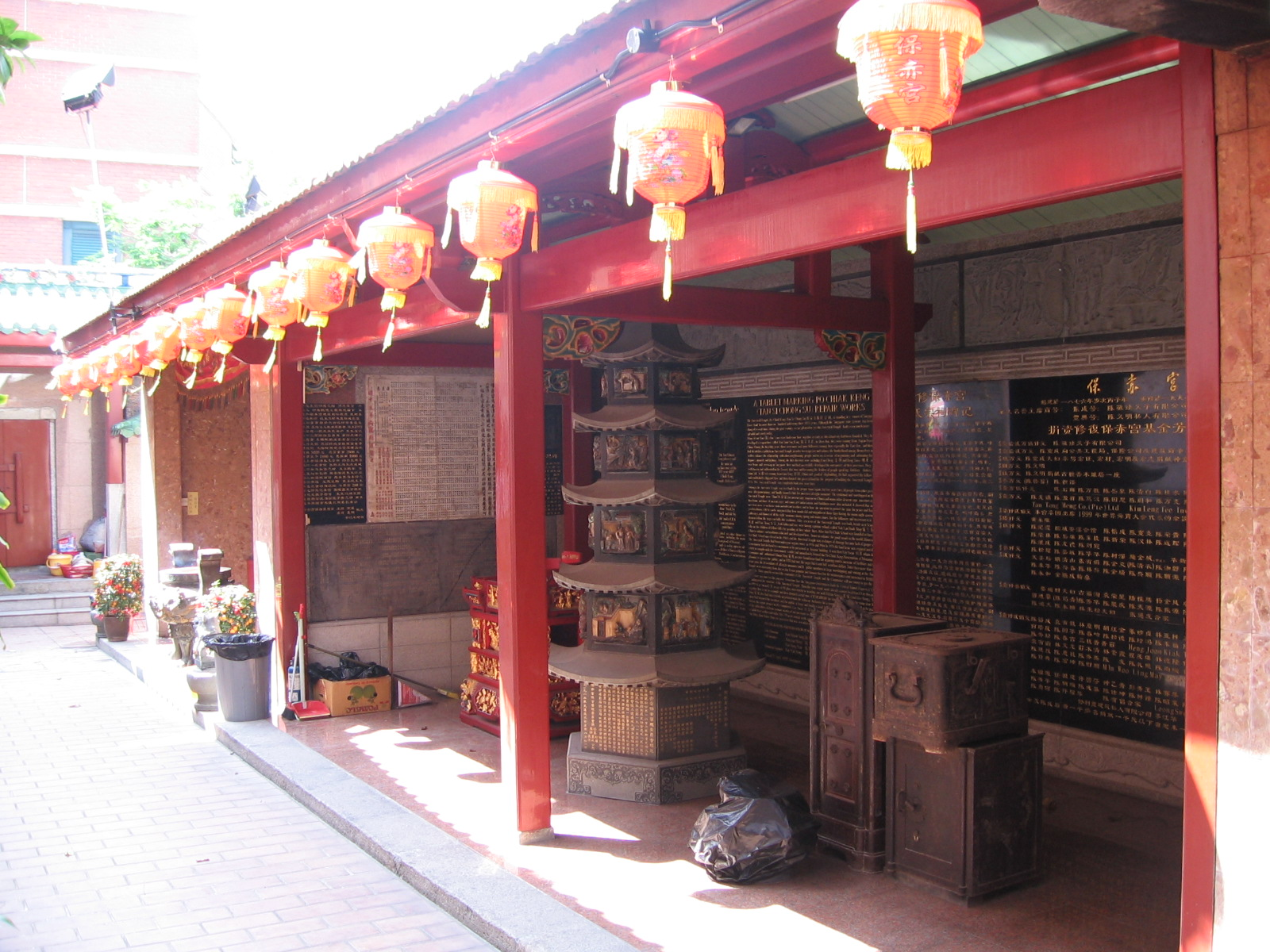
庙宇一侧原设有男童学校“保赤学校”，成立于1889年，1949年停办。

此庙于1974年11月19日被列为新加坡国家古迹。

## 功能
此庙建为“陈氏”家族的宗祠。中国人认为同姓者共祖，宗祠即为同宗族人膜拜祖先之处。庙中设有供奉祖先灵位之神主牌，供族人祭拜。整体建筑包含前殿、供奉神祇的正殿、及供奉显赫“陈姓”祖先神位的后殿，殿与殿之间以天井分隔。
此庙亦为陈姓宗族的议事场所，族人不仅来自新加坡，也遍及马来西亚。与庙宇有关的重要人物包括马来西亚前财政部长陳修信及其父陈祯禄，后者为马来西亚华人公会创始人及首任会长。陈祯禄与陈修信皆来自马六甲，庙宇初建者如陈金钟与陈明水亦为马六甲土生华人家族成员。另一知名人物为陈振传，著名银行家与慈善家，同时亦为庙宇的受托人之一。

## 建筑
该庙在选址、朝向与布局上考虑了风水与传统中轴线概念，并与周边街道和建筑相协调。例如，风水认为不宜将庙宇建在狭窄街巷尽头，以避免晦气及“神明被困”之意。

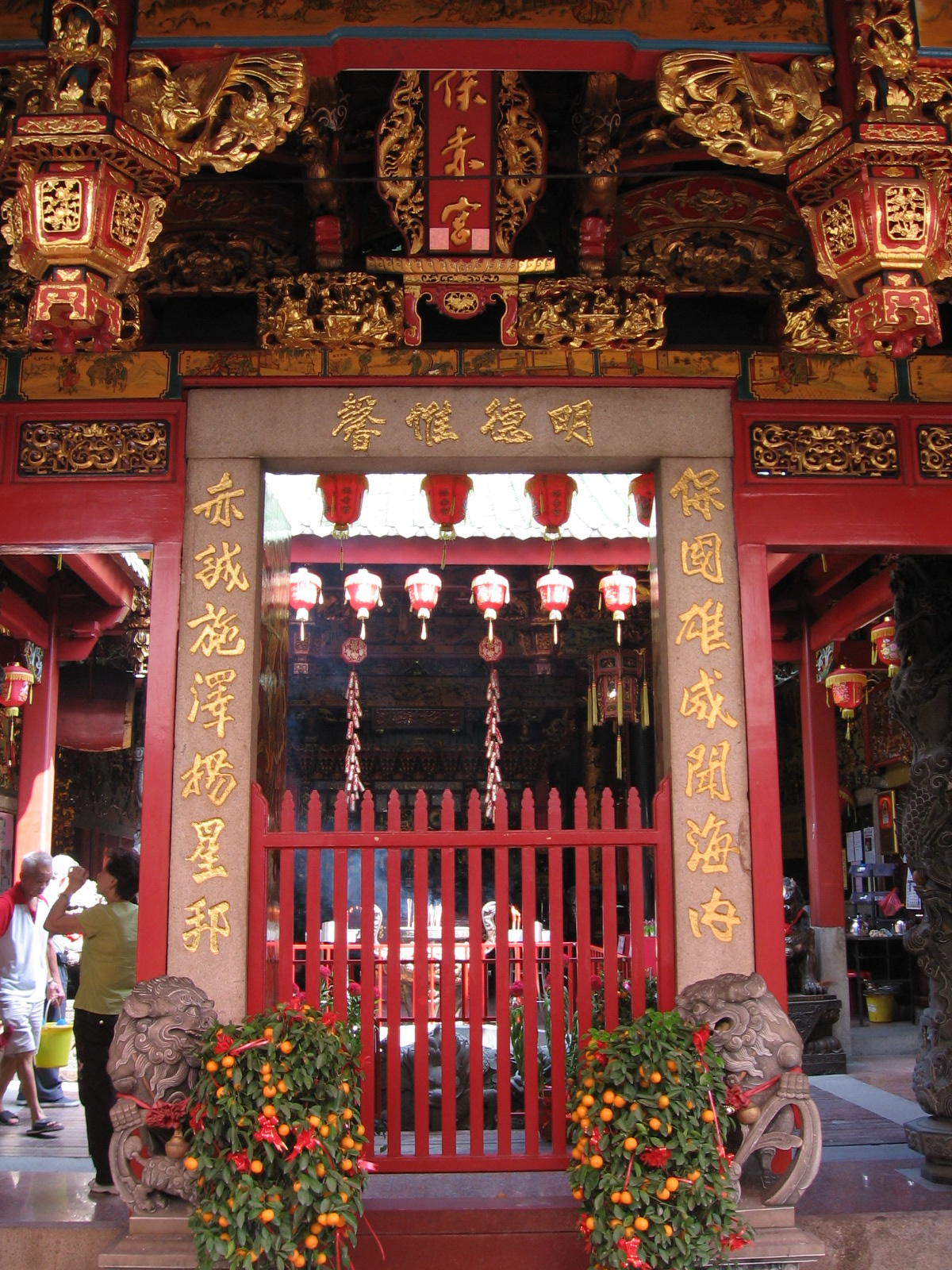
入口处两座石雕狮子，雄狮与雌狮分立两侧守卫庙门。

## 新闻报道
- . 海峡时报（线上）. 2017年2月16日  [2022年7月10日].